# Піопіо
Піопіо (Turnagra) — вимерлий рід горобцеподібних птахів родини вивільгових (Oriolidae). Містить 2 види.

## Поширення
Ендеміки Нової Зеландії. Представники роду вимерли до середини XX століття.

## Систематика
До 2011 року Міжнародний союз орнітологів розглядав піопіо у монотипний родині Turnagridae як incertae sedis (невизначеного розміщення) серед співочих птахів. Потім було встановлено, що піопіо тісно пов'язані з телюгами (Sphecotheres), рід поміщено в родину вивільгових. Також припускається, що піопіо може бути близьким до наметникових або свистунових.

## Види
Раніше піопіо вважалися єдиним видом, поки в 2012 році не були розділені на окремі види:
- Піопіо північний (Turnagra tanagra)
- Піопіо південний (Turnagra capensis)

### Назва
Наукові назви обох видів базувались на помилках; Turnagra capensis названий так, оскільки Андерс Спаррман переплутав зразки і вважав, що птах був зібраний в Південній Африці (назва capensis, що відноситься до мису Доброї Надії). Turnagra tanagra була названа так, оскільки вважалося, що птах пов'язаний з танаграми Америки.
Назва «піопіо» походить від маорійської назви птаха piopio-kata.